# Porte d'Auteuil
De Porte d'Auteuil is een van de toegangspunten tot de stad Parijs, de Portes de Paris, en is gelegen op de grens tussen het 16e arrondissement, aan de kant van de stad, en het Bois de Boulogne, buiten het 16e arrondissement. De poort ligt aan de Boulevard Périphérique en de boulevards des Maréchaux. In de 19e eeuw was het een fysieke stadspoort, onderdeel van de 19e-eeuwse stadsomwalling van Thiers.
Onder de Porte d'Auteuil ligt het metrostation Porte d'Auteuil. Daar rijdt metrolijn 10.
Porte d'Auteuil ontleent bekendheid onder meer aan het nabijgelegen Stade Roland-Garros waar jaarlijks het Franse grandslam-tennistoernooi "Open Franse tenniskampioenschappen" wordt gehouden. Tijdens de  Olympische Spelen van 2024 vond hier ook het Olympisch tennistoernooi plaats.